# 松本慎吾
松本 慎吾(まつもと しんご、1978年3月3日-)は、愛媛県宇和島市出身の男子アマチュアレスリンググレコローマン84kg級の元選手、指導者。一宮運輸所属。愛媛県立津島高等学校、日本体育大学卒業。身長174cm。

## 経歴
高校時代は柔道とアマチュアレスリングの選手として活躍。柔道でインターハイ2位になるなど、柔道でも高校でトップレベルの存在だった。大学入学後はレスリングに専念し、1999年の全日本選手権で初優勝。得意技は相手を持ち上げて投げ飛ばす「俵返し」。
2016年9月26日、日本レスリング協会理事会で男子グレコローマンスタイルの強化委員長に就任することとなった。

## 主な成績
- 2000年　アジア選手権 4位

　　　　　　　　世界学生選手権 4位
- 2001年　東アジア競技大会 優勝

　　　　　　　　アジア選手権 2位
- 2002年　世界選手権 20位

　　　　　　　　釜山アジア大会 優勝
- 2003年　世界選手権 20位
- 2004年　アテネオリンピック 7位
- 2005年　世界選手権 8位
- 2006年　世界選手権 9位

　　　　　　　　ドーハアジア大会 3位
- 2007年　世界選手権 30位
- 2008年　アジア選手権 優勝
  - 松本はアジア選手権で北京オリンピックの出場枠のない国の選手で最上位となったことにより日本はグレコローマン84kg級の出場枠を獲得、日本レスリング協会の規定により松本の北京オリンピック出場が決定した。